# La Playa (Sonora)
La Playa, Sonora, es un sitio arqueológico representativo de la cultura de Aridoamérica, por ser uno de los más grandes y significativo en el Noroeste de México, relacionado con la Cultura Trincheras, ubicado en el Ejido la Playa del Municipio de Trincheras, situado uno 10 km al norte de la población de Trincheras, con una extensión de aproximadamente 12 km2, a una altitud de 515 msnm., declarado en 2002, Zona de Monumentos arqueológicos por el INAH, en el pleno Desierto de Sonora y a una distancia aproximada de Puerto Libertad, en la costa de 120 km del Golfo de California. Se ha desarrollado un Proyecto Arqueológico en La Playa, dirigido por Centro INAH Sonora, acompañados por investigadores de la Universidad de Arizona. 
En el sitio se han identificado componentes del arcaico medio (3,500-1,200 a. C.) con una ocupación humana continua que va desde el período de Wisconsin tardío (12,500) hasta el holoceno tardío o arcaico tardío/período de agricultura temprana (1,500 a. C. al 200 d. C.).
La playa es uno de los sitios arqueológicos a otros sitios rupestres de la cultura Trincheras que se suma al sitio Cerro Trincheras, al sitio de la Proveedora en Caborca (unos 60 km al oeste) y a las pinturas rupestres de Cucurpe y la Pintada cerca de Hermosillo. Varios elementos son exhibidos en el Museo de sitio Trincheras, y Museo comunitario Trincheras, ubicado en el poblado Trincheras.

## Estudios
Desde 1997 se ha estudiado la zona de manera sistemática la zona, incluyendo 8 tesis a nivel licenciatura en arqueología, una tesis de maestría y una tesis de doctorado.Las investigaciones, han arrojado que el sitio arqueológico La Playa cuenta con 10,000 años de ocupación humana, que se inserta en Pleistoceno Terminal (ca. 12500-8500 a. C.) y Holoceno Temprano (8500-5500 a. C.).

## Historia
El sitio es un representante de la historia geológica de la zona, de la historia humana de la región, que se suma a la historia arqueológica del Cerro Trincheras, y sus ancestros, con una antigüedad estimada en 11,000 años, al pie del monte de Sierra Boquillas, y el arroyo Boquillas, la cuenta con 4 km de largo orientada este-oeste y 2 km de ancho norte-sur.
Es posible que el sitio de La Playa haya estado ocupado por lo menos de manera intermitente durante el periodo altitermal. Holoceno Medio (5,500-2,500 a. C.). Tradicionalmente, el Holoceno Medio ha sido considerado como un periodo altitermal, en el cual la temperatura se elevó y las lluvias disminuyeron, lo que provocó condiciones ambientales adversas. La ausencia de componentes arqueológicos de este periodo en el desierto de Sonora parece corroborar la teoría que plantea la existencia de condiciones ambientales inhóspitas. 
El Holoceno Tardío (2500 a. C.-200 d. C.). La ocupación del valle de Boquillas se incrementó considerablemente en este periodo, lo cual parece coincidir con el regreso a condiciones climáticas más favorables, que prevalecieron hacia 3500 a. C. Cerca de 13% de las puntas de proyectil son tipos correspondientes a la primera parte del Holoceno Tardío (antes del periodo Agricultura Temprana), entre ellas cuatro puntas Chiricahua (2800-500 a. C.), 27 puntas Cortaro (2300-300 a. C.) y dos puntas Gypsum (2500 a. C.-500 d. C.).
Algunos de elementos encontrados en paleosuelo del Pleistoceno son restos de mamut, bisonte, camello, caballo, venado, borrego cimarrón, jabalí, conejos, liebres y tortugas terrestres.
Algunos de los materiales paleoindios arqueológicos localizados han sido:
- Puntas de proyectil de tres periodos distintos: tipo Imperio, San Pedro y Ciénega.
- 1 punta de proyectil del tipo de la Cultura Clovis, actualmente en una colección privada, y 1 punta tipo Clovis cuya base se fracturó antes de acanalarla
- 2 percutores de asta fosilizados.
- 4 puntas de proyectil del tipo Pedúnculo Contraído. –diversos tipos de puntas similares se han encontrado en el oeste de Estados Unidos, con fechas desde los 8,700 a 5,000 a. C.[7]

## Vestigios de la Cultura Trincheras
Los primeros vestigios fueron expuestos por la erosión, aunque más vestigios se han sido encontrados algunos kilómetros más hacia el oeste y al norte. La mayor parte de los vestigios culturales del sitio se encuentra en los sedimentos del abanico aluvial. Se han investigado aproximadamente 530 elementos arqueológicos,
Los tipos de vestigios son
- Grandes cantidades de concha marina, pudiendo significar producción de ornamentos de concha como pulseras, pendientes y otros adornos, como una de las actividades más comunes en la zona. Se han identificado 52 géneros y 59 especies de conchas, siendo la Glycymeris sp la más utilizada.[8] El sitio se ha descrito como fábrica de brazaletes de concha.[9] [10][11]
- 283 entierros humanos de los cuales 250 son inhumaciones y 33 cremaciones ye inhumaciones de perros. Aproximadamente el 12% de los entierros presentan ajuares mortuorios y ofrendas entre lo que se encuentran ornamentos como brazaletes y pendientes de concha, cristales de cuarzo, manos de metate, morteros, punzones de hueso, puntas de proyectil y pipas de piedra. Algunos fueron cubiertos con hematita u uno presentan pintura ocre roja como tratamiento mortuorio, además de pintura roja, amarillo y negro.
- 30 entierros de perros, ninguno relacionado con los entierros humanos.
- Las ofrendas en los entierros son puntas de proyectil, manos, cuentas de concha, caparazón de tortuga, herramientas óseas.
- 1,300 hornos en hoyo de perfil globular, donde la mayoría parece reflejar actividades de tipo doméstico, agrícola y rituales, lo que indica que se trata del elemento arqueológico predominante, mismos que van de 20 a 60 cm de diámetro y profundidades de 0.5 a 1.18 m.
- Dentro de los hornos se han encontrado restos de animales y plantas como el maíz, restos de pastos y semilla de quenopodio, amaranto, chía y mezquite entre otras.
- Dentro de los hornos los restos de animales encontrados son huesos de venado bura, venado cola blanca, berrendo, cimarrones, liebres, conejos, aves, reptiles, y peces.[12]
- Campos agrícolas de unas 35 hectáreas, con surcos o canales orientados noreste-suroeste, bordes de piedras delineando cuadrículas de 15 a 20 metros y varios alineamientos continuos con longitud de 50 a 150 m.
- Charolas de piedras con asas, proto-charolas de piedra pulida, metates planos y de cuenco percutores de diorita, gran variedad de herramientas de lasca y en núcleo, cruciformes de piedra, ornamentos de concha, punzones de hueso de diferentes tipos, buriles, perforadores, percutores, pulidores de esquisto, y astas utilizadas en la producción de objetos de concha. Se cree que exportaban brazaletes de Glycymeris hacia el área Hohokam que tenían su núcleo en lo que actualmente es Phoenix Arizona.
- 23 tipos de cerámica, en 12,000 fragmentos de tepalcates, donde la mayoría representan la tradición Trincheras fechada entre el 200 y el 1450 d. C.  La cerámica decorada es Trincheras púrpura sobre rojo y Trincheras púrpura sobre café.

- 112 puntas de proyectil que pueden corresponder a ambas fases del periodo Agricultura Temprana.[13]